# Куртемон
Куртемон (фр. Courtémont) насеље је и општина у североисточној Француској у региону Шампањ-Арден, у департману Марна која припада префектури Сент Манеу.
По подацима из 2011. године у општини је живело 67 становника, а густина насељености је износила 6,34 становника/km². Општина се простире на површини од 10,57 km². Налази се на средњој надморској висини од 140 метара.

## Демографија
| 1962. | 1968. | 1975. | 1982. | 1990. | 1999. | 2011. |
| ----- | ----- | ----- | ----- | ----- | ----- | ----- |
| 118   | 129   | 102   | 102   | 86    | 64    | 67    |

График промене броја становника у току последњих година